# ليو كوك مان
ليو كوك مان (بالصينية: 廖國文) هو لاعب كرة قدم ومدرب كرة قدم وحكم كرة قدم صيني، ولد في 1 يوليو 1978 في هونغ كونغ البريطانية.